# Jozef Israëlstraat (Paramaribo)
De Jozef Israëlstraat is een straat in Paramaribo. De straat is het verlengde van de Commissaris Robblesweg en gaat in westelijke richting verder als de Schmeltzweg.

## Bouwwerken
De straat loopt in noordwestelijke richting en is het verlengde van de Commissaris Robblesweg. Op een verkeersknooppunt aan het begin komen verder de Basitosstraat uit het noordoosten en de Mr. R.W. Thurkowstraat uit het zuidwesten samen, met direct een kruising met de Kristalstraat.
Langs de straat bevinden zich verschillende Javaanse organisaties bij elkaar, zoals het gemeenschapsgebouw Sana Budaya, en de Vereniging Herdenking Javaanse Immigratie, en na een kruispunt verderop de zondagse Saoenahmarkt en de F.I.G.S. Istana Begraafplaats.
Verder bevinden zich langs de straat onder meer de  Noord Zonnebloem Markt, verschillende bankfilialen, SWM Tourtonne, de St. Petrusschool, de Onze Lieve Vrouw van Nazarethkerk en de  Djama'ah Anshorullah-moskee. Bij de Johannes Vermeerstraat, ter hoogte van SDS Building Materials, gaat de straat verder als de Schmeltzweg.

## Grondspeculatie (D.D. Bouterse, 2008)
In 1998 huurde de leider van de NDP, Desi Bouterse, een terrein van 1,2 hectare aan het eind van de Jozef Israëlstraat van minister en coalitiegenoot Errol Alibux, voor opslag en verkoop van bouwmaterialen voor de duur van veertig jaar. Hierover ontstond verontwaardiging toen bleek dat Bouterse het in 2008 voor 110.000 euro had doorverkocht. Het perceel bevindt zich aan de overzijde van het kanaal langs de Wolfraamstraat. Op dit terrein is begin jaren 2020 SDS Building Materials gevestigd.

## Gedenkteken
Het volgende gedenkteken staat in de straat:
| Onderwerp                             | Type       | Kunstenaar                         | Onthulling | Locatie                 |
| ------------------------------------- | ---------- | ---------------------------------- | ---------- | ----------------------- |
| Monument 100 jaar Javaanse immigratie | gedenkzuil | Soekidjan Irodikromo en John Djojo | 1990       | Gunungan en Sana Budaya |